# Vlaamse Roeiliga

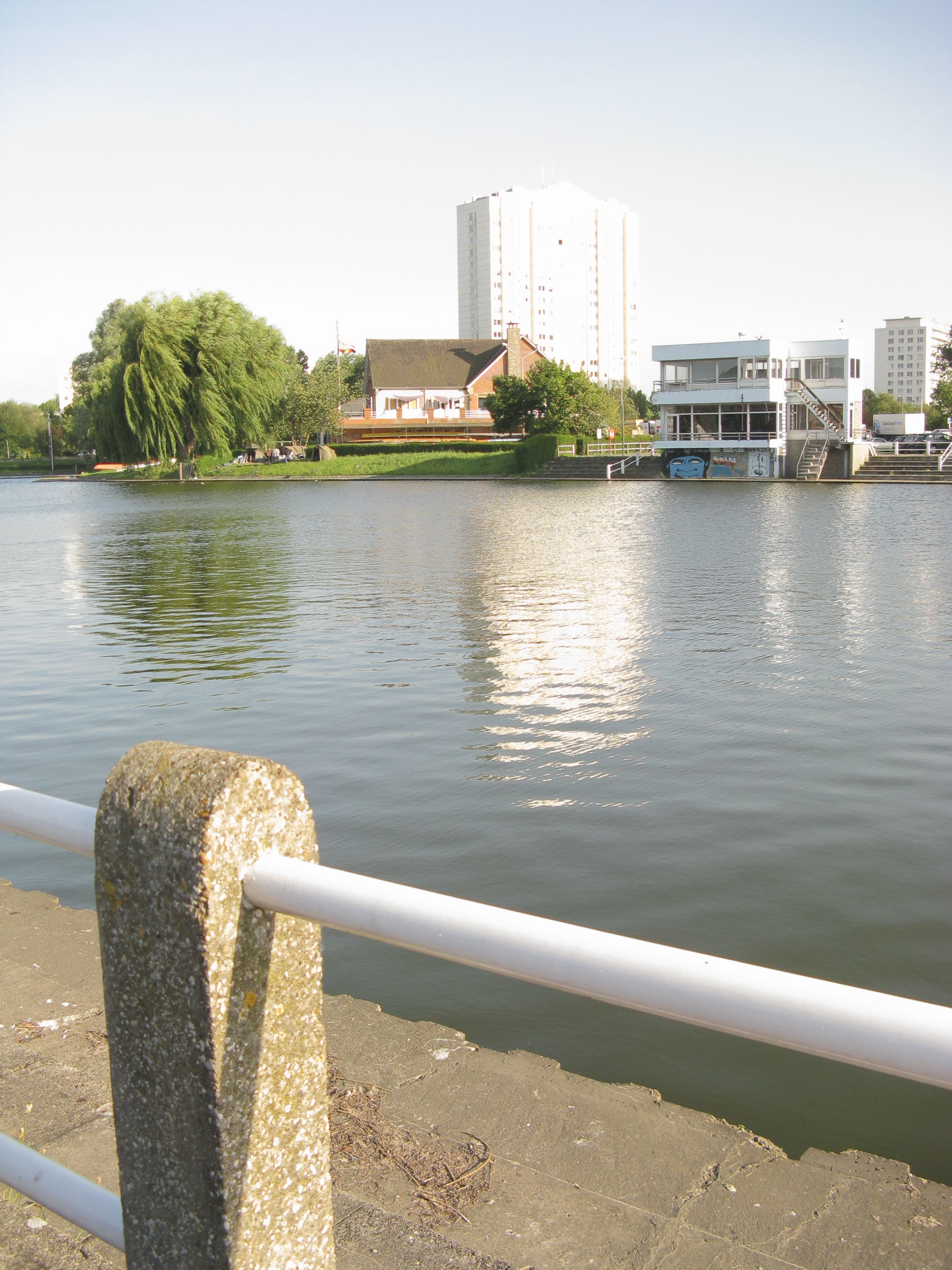
Een clubhuis aan de aankomstzone van de Watersportbaan in Gent

De Vlaamse Roeiliga is de officiële sportliga van de roeisport in Vlaanderen en onderdeel van de Koninklijke Belgische Roeibond. Mike Galet heeft Hubert De Witte opgevolgd als voorzitter. De Vlaamse Roeiliga maakt samen met de Ligue Francophone D'Aviron deel uit van de Koninklijke Belgische Roeibond, die stichtend lid is van de Fédération Internationale des Sociétés d'Aviron (FISA).

## Samenwerken
Deze vereniging zonder winstoogmerk van Vlaamse roeiverenigingen in het Belgische Vlaanderen is ook de verbinding tussen de regionale liga's, zoals de Oost-Vlaamse Roeiliga en het Sport Vlaanderen.

## Ruimere werking
Sinds enkele jaren is er naast de focus op voornamelijk internationale jongerencompetitie – zoals het wereldkampioenschap roeien voor junioren, het wereldkampioenschap roeien U23 en de Coupe de la Jeunesse (Jeugdbeker roeien) – ook meer aandacht gegroeid voor recreatief roeien en ook studentenroeien.

## Meetings
De bijeenkomsten gaan alternerend door in de respectieve clublokalen.

## Officieel
Deze liga geniet de volle steun van Sport Vlaanderen, de sportadministratie van de Vlaamse overheid.